# 北宇和島車站
北宇和島車站（日语：／ Kita-uwajima eki */?）是位於日本愛媛縣宇和島市伊吹町，隸屬於四國旅客鐵道（JR四國）的鐵路車站。本站是四國島北部主要幹線予讚線與地方支線予土線的交會點，也是予土線的北端終點，但行駛於予土線上的列車並不會在此處折返，而是會繼續前進至予讚線，並且在隔鄰的主要車站宇和島站停靠折返。
此站是簡易委託車站，因此站內並沒有設置票務窗口，但旅客可在車站前的商店中買到近距離乘車用的代售車票。站內只有一座島式月台與兩條乘車線，在站外東北方往高光車站的方向，可以看到連接予讚線與予土線的兩組雙向道岔。

## 車站構造
本站的站房採用JR四國典型的單層簡易木製組合屋，站內設有候車室及站務室。由於本站目前為無人管理的簡易委託車站，無人看管的站務室長期封閉禁止進入。部份站房已在車站進行翻新時拆除。
本站設有1個島式月台，並提供1面2線的配置，其月台的有效長度為5輛車廂。但月台寬度相對較窄，而站房和月台之間有行人天橋連接，設於月台末端靠宇和島的方向。理論上2個月台應該可同時提供上下行予讚線和予土線的服務，但目前較常的安排為予讚線上下行多使用2號月台，而予土線則同時使用1及2號月台，當中2號月台較常用作上行往近永之用。

### 月台配置
| 月台 | 路線                    | 方向 | 目的地           |
| ---- | ----------------------- | ---- | ---------------- |
| 1、2 | ■予讚線                 | 上行 | 八幡濱、松山方向 |
| 1、2 | ■予土線                 | 上行 | 江川崎方向       |
| 1、2 | ■予讚線 （包括■予土線） | 下行 | 往宇和島         |

## 歷史
- 1941年7月2日：啟用。
- 1987年4月1日：日本國鐵分割民營化，車站經營權由JR四國繼承。

## 使用狀況
根據國土交通省「國土數值情報」，以下為1日平均上下車人次：
| 年度 | 1日平均 乘車人次 | 1日平均 乘車人次 |
| ---- | ---------------- | ---------------- |
| 2011 | 108              |                  |
| 2012 | 122              |                  |
| 2013 | 142              |                  |
| 2014 | 118              |                  |
| 2015 | 136              |                  |
| 2016 | 120              |                  |
| 2017 | 132              |                  |
| 2018 | 94               |                  |
| 2019 | 76               |                  |
| 2020 | 46               |                  |
| 2021 | 58               |                  |
| 2022 | 54               |                  |

## 相鄰車站
四國旅客鐵道（JR四國）
■予讚線
高光（U26）－北宇和島（U27）－宇和島（U28）
■予土線（此站－宇和島站之間為予讚線）
務田（G45）－北宇和島（G46）－宇和島（G47）

## 外部連結
- JR四國北宇和島站 （页面存档备份，存于）

33°14′19″N 132°34′12″E / 33.23861°N 132.57000°E